# Eurymerodesmus mundus
Eurymerodesmus mundus är en mångfotingart som beskrevs av Chamberlin 1931. Eurymerodesmus mundus ingår i släktet Eurymerodesmus och familjen Eurymerodesmidae. Inga underarter finns listade i Catalogue of Life.